# Ga Jinjeop
Ga Jinjeop (Đại học Kyungbok) (Tiếng Hàn: 진접(경복대)역, Hanja: 榛接驛) là ga tàu điện ngầm và ga cuối của Tàu điện ngầm vùng thủ đô Seoul tuyến 4 ở Geumgok-ri, Jinjeop-eup, Namyangju-si, Gyeonggi-do, Hàn Quốc. Từ ga này đến Ga Byeollae Byeolgaram là đoạn của Tổng công ty Thành phố Namyangju.

## Lịch sử
- 10 tháng 12 năm 2014: Khởi công xây dựng đoạn giữa Ga Danggogae ~ Ga Jinjeop trên Tàu điện ngầm vùng thủ đô Seoul tuyến 4
- 19 tháng 3 năm 2022:  Đoạn mở rộng giữa Ga Danggogae ~ Ga Jinjeop của Tàu điện ngầm vùng thủ đô Seoul tuyến 4 (Trừ ga Pungyang) khai trương và bắt đầu hoạt động như một ga cuối.

## Bố trí ga
| Bắt đầu·Kết thúc |
| \| N/B           |
| ↓ Onam           |

| Hướng Bắc | ● Tuyến 4 | Kết thúc tại ga này                                  |
| Hướng Nam | ● Tuyến 4 | Hướng đi Danggogae · Nowon · Seoul · Sadang · Oido → |

## Xung quanh nhà ga
- Đồn cảnh sát Haemil
- Công viên Haemil
- Nhà thờ Geumgok
- Trường tiểu học Jinjeop
- Trường tiểu học Haemil
- Làng Haemil

## Thư viện

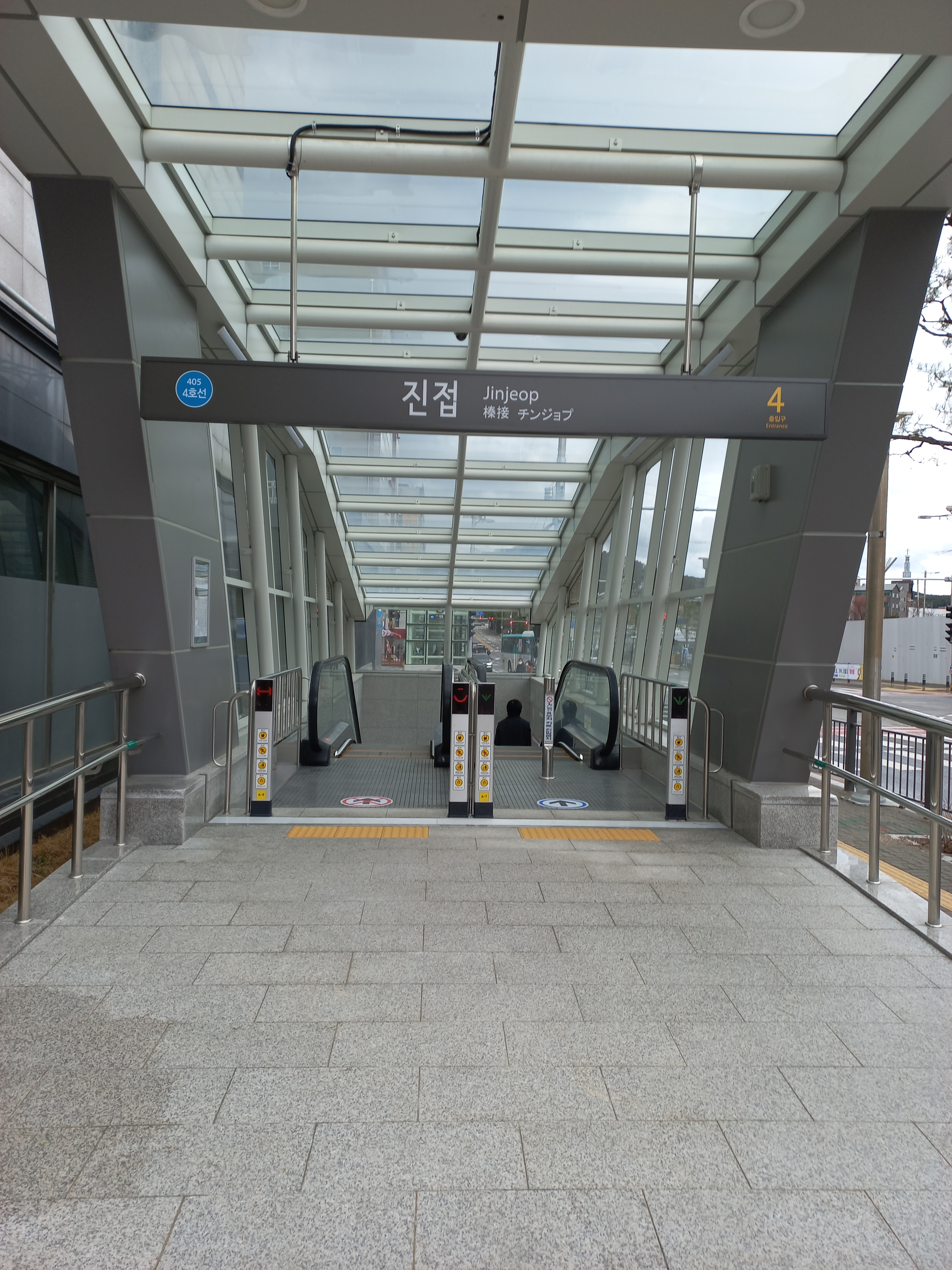
Lối ra 4
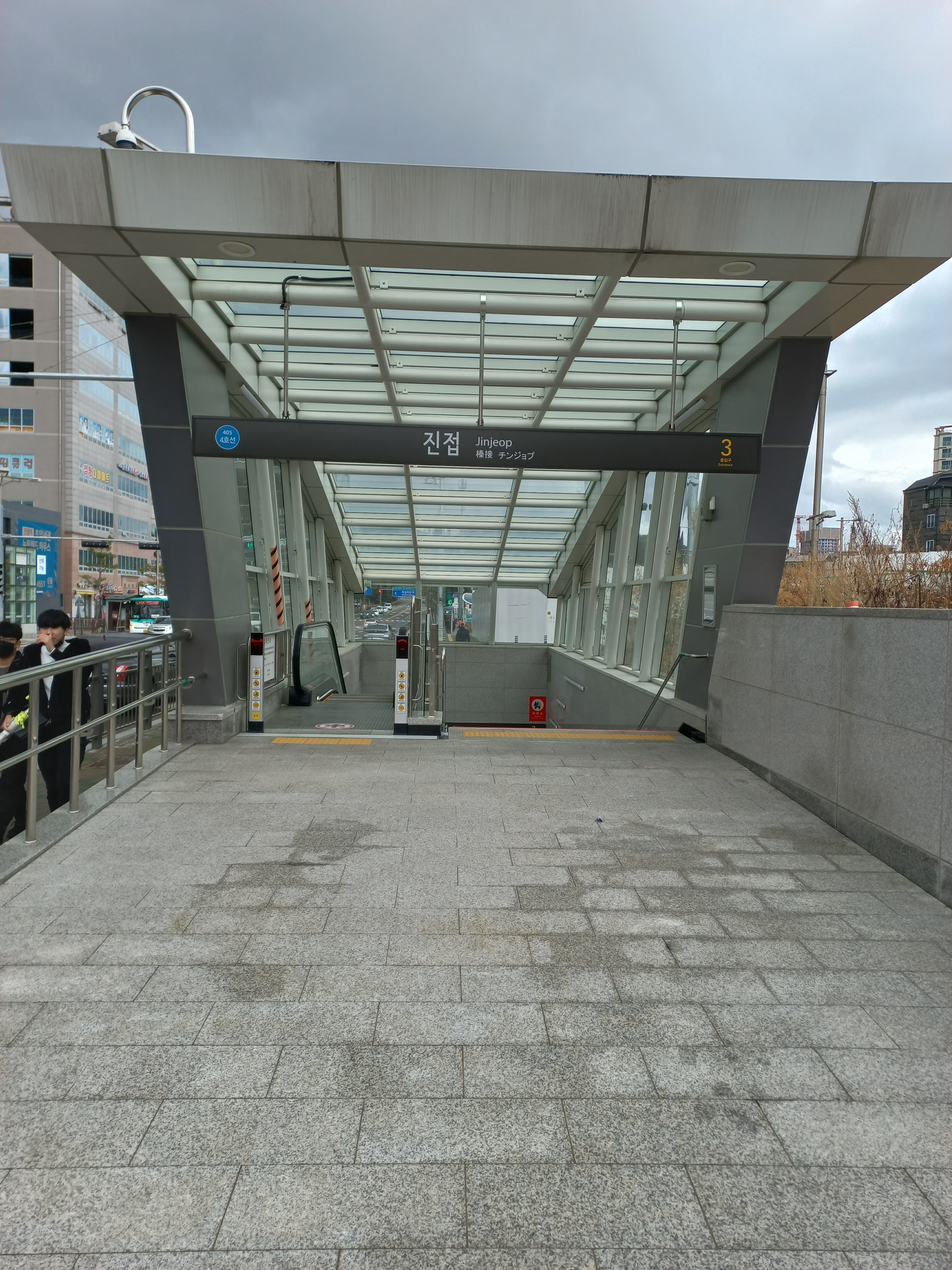
Lối ra 3
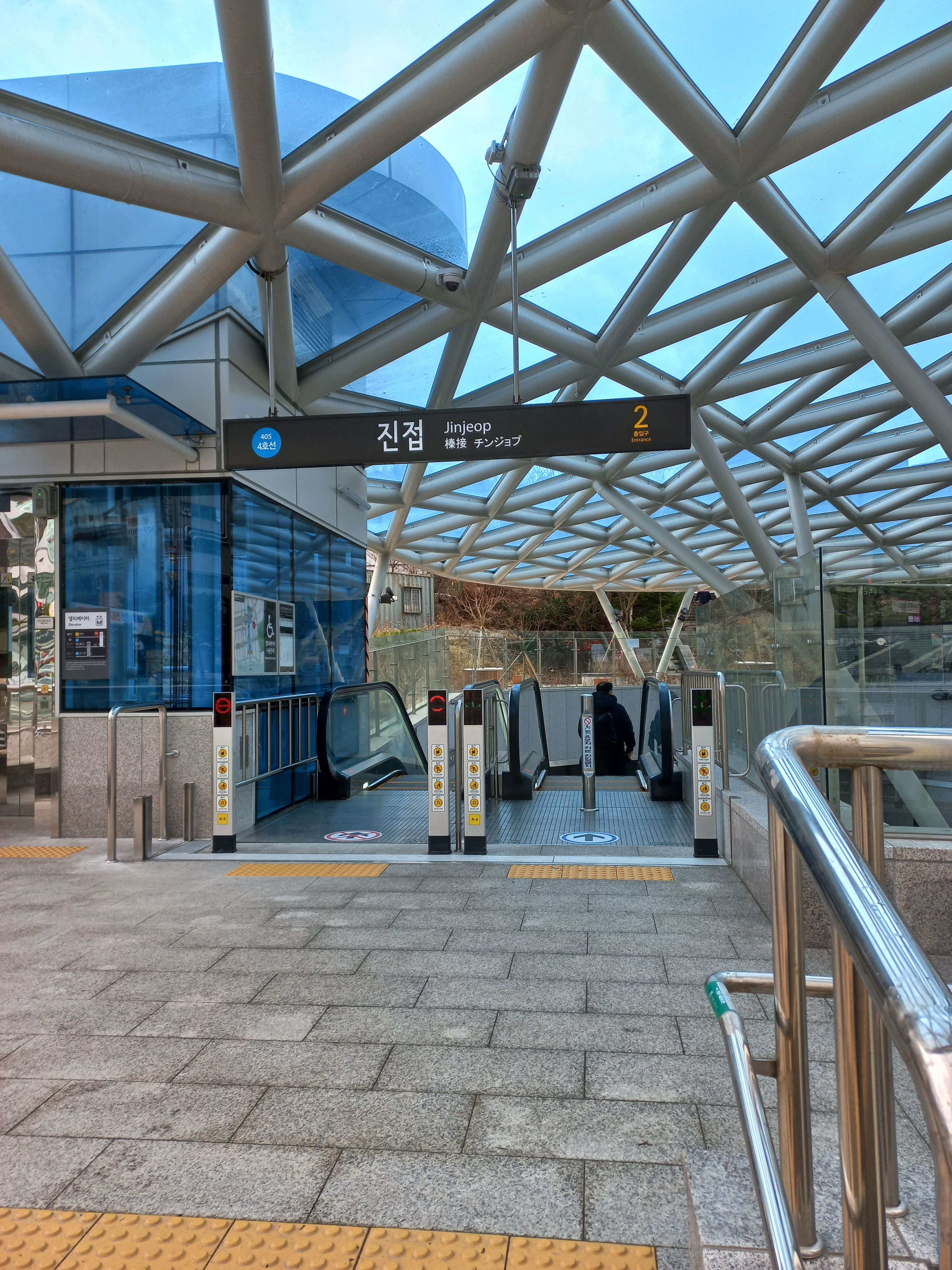
Lối ra 2